# Диас, Норберто
Норбе́рто Осва́льдо Ди́ас (исп. Norberto Osvaldo Díaz) — аргентинский актёр театра, кино и телевидения.

## Биография
Родился в семье чернорабочего и домохозяйки. Отец Агустин Диас сменил множество профессий: дворника, мусорщика, грузчика. Он привил сыну любовь к труду, Норберто с шести лет помогал ему убирать улицы. Отец умер, когда сыну было 15 лет. До 18 лет молодой Норберто хотел стать психологом, но один раз попробовал выступить на театральной сцене и с тех пор нашёл в себе актёрский талант. Во время этих театральных работ Норберта Диаса заметило телевидение, с тех пор он начал сниматься в различных сериалах. Дебютировал в теленовелле «Ловушка для мечтателя». В России получил известность в сериалах «Девушка по имени Судьба», «Дикий ангел» (роль Дамиана Рапальо) и «Богатые и знаменитые». У Диаса сложились хорошие отношения с Натальей Орейро, Валерией Лорка и Викторией Онетто. На экране появлялся в основном в амплуа злодеев. В сериале «Яго — тёмная страсть» заменил своего друга, актёра Артуро Мали, который умер от сердечного приступа.

## Личная жизнь
Норберто Диас, зачастую исполнявший роли злодеев и мошенников на экране, в жизни был весёлым и компанейским человеком, примерным семьянином. Прожил в счастливом браке с актрисой Алехандрой Абреу 18 лет, в 1986 у них родилась дочь Мануэла, которая тоже стала актрисой. Умер 18 декабря 2010 года во сне, у Норберто Диаса были проблемы с желудком и незадолго до смерти ему сделали операцию на грыжу.
Похоронен на кладбище Ла-Чакарита.

## Избранная фильмография
- 1980 —  Ловушка для мечтателя / Trampa para un soñador — Поло (телесериал)
- 1982 —  Мы и страхи / Nosotros y los miedos (телесериал)
- 1981-1982 —  Театр юмора / Teatro de humor (телесериал)
- 1982 —  Опасная зона / Área peligrosa (телеминисериал)
- 1982 —  24 часа / Las 24 horas (телесериал)
- 1982 —  Аллея в облаках / Un callejón en las nubes (телесериал)
- 1983 — Безымянный Хуан / Juan sin nombre (телесериал)
- 1983 — Не будет больше ни горя, ни забвения (Смешная грязная маленькая война) / No habrá más penas ni olvido (фильм)
- 1984 —  Осознать / Darse cuenta (фильм)
- 1985 —  Ночная пристань / Marina de noche — Иеремия (телесериал)
- 1987 —  Чоррос / Chorros (фильм, комедия)
- 1987 —  Люди закона / Hombres de ley — Франсиско Оливарес, он же Гальего (телесериал)
- 1987 — Одержимость местью / Obsesión de venganza — Крыса / доктор (фильм)
- 1987 — Мирта из Линьерса в Стамбуле / Sentimientos: Mirta de Liniers a Estambul — Энрике (фильм)
- 1989 —  После последнего поезда / Después del último tren (фильм)
- 1990 —  От Апеннин до Анд / Dagli Appennini alle Ande — Карлос (телеминисериал)
- 1991 —  Что посеешь, то и пожнёшь / Cosecharás tu siembra — Витторио Спадаро (телесериал)
- 1991 —  Золото и грязь / El oro y el barro — Нестор Арсе (телефильм)
- 1992-1993 —  Зона риска / Zona de riesgo  (телесериал)
- 1992 —  Высокая комедия / Alta comedia  (телесериал)
- 1993 — Селеста, всегда Селеста / Celeste, siempre Celeste — Гвидо Пиццемильо (телесериал)
- 1994 — Девушка по имени Судьба / Milagros / Más allá del horizonte — Адальберто Гутьеррес (телесериал)
- 1994-1995 — Чёрная жемчужина / Perla negra — Хуниор (телесериал)
- 1994 —  Нано / Nano  — Рафаэль Дель Молино Лопес  (телесериал)
- 1995 — Шейх / Sheik — Мохамед (телесериал)
- 1996 —  Окончательный приговор / Veredicto final  (фильм, драма)
- 1997 — Богатые и знаменитые / Ricos y famosos — Дарио Сервенте (телесериал)
- 1999 — Маяк / El faro — Фернандо (фильм)
- 1998-1999 — Дикий ангел / Muñeca Brava — Дамиан Науэль Рапальо (телесериал)
- 1998 —  Осуждение Габриэля Дойла / La condena de Gabriel Doyle  — Фокусник  (телесериал)
- 1999 —  Море Лукаса / El mar de Lucas  — Секретарь мэра  (фильм, драма)
- 1999 — Провинциалка / Cabecita — Мариано Нуньес Самора (телесериал)
- 2000 — Серебряный Буэнос-Айрес / Buenos Aires plateada  (фильм)
- 2001-2002 — Яго, тёмная страсть / Yago, pasión morena — Альдо Сиренио (телесериал)
- 2002 —  1000 миллионов / 1000 millones  — Маркос Ланари  (телесериал)
- 2003 — Благородные мошенники (Авантюристы) / Los simuladores — Пабло Донсис (телесериал)
- 2002-2004 — Такая любовь / Son amores — Освальдо Риголе (телесериал)
- 2003 —  Они любят / Son amores  — Освальдо Риголе  (телесериал)
- 2004-2005 — Флорисьента / Floricienta / Flinderella — Эдуардо Фаццарино (телесериал)
- 2005 — Женщины-убийцы / Mujeres asesinas  (телесериал)
- 2005 —  Двойная жизнь / Doble vida  — Баррейро  (телесериал)
- 2006 — Изумрудное ожерелье / Collar de esmeraldas — Дардо (телесериал)
- 2011 —  Бездна... мы всё ещё / El abismo… todavía estamos  (фильм, драма)
- 2011 — Избранный / El elegido — Данте Овьедо (телесериал)